# Brenda Romero
Pour les articles homonymes, voir Romero.
Brenda Louise Romero (née Garno, le 12 octobre 1966), auparavant connue sous le nom de plume Brenda Brathwaite, est une développeuse et conceptrice de jeux vidéo américaine. Elle est surtout connue pour son travail sur les jeux vidéo de rôle de la série Wizardry et, plus récemment, pour sa série non-numérique The Mechanic is the Message. Elle travaille dans le développement de jeux vidéo depuis 1981.
Romero conçoit le game design, le level design, le system design, le scénario et le script de Wizardry. Elle écrit également la documentation de plusieurs jeux de la série. Elle écrit la documentation et des écrits pour la série Jagged Alliance, pour laquelle elle reçoit des récompenses. Elle est lead designer pour Playboy: The Mansion et pour Dungeons & Dragons: Heroes.

## Carrière

### Développement
En 1981, Romero commence sa carrière chez l'éditeur et développeur de jeux vidéo Sir-tech Software, au sein de l'équipe dédiée au jeu de rôle Wizardry. Elle commence sa carrière comme testeuse, puis devient designer pour Wizardry 8. Chez Sir-tech, elle travaille aussi sur les séries Jagged Alliance et Realms of Arkania. Elle travaille dans l'entreprise pendant 18 ans avant de partir chez Atari, où elle travaille sur la série de jeux pour console Donjons & Dragons, puis rejoint Cyberlore Studios en 2003 pour travailler sur le jeu Playboy: The Mansion. Elle écrit ensuite un livre sur la recherche qu'elle a effectuée pour ce jeu : Sex in Video Games.
En 2007, Romero est nommée parmi les 100 femmes les plus importantes de l'industrie du jeu vidéo par le magazine Next Generation. Le magazine Nerve la qualifie de "New Radical", dans une liste de 50 "artistes, acteurs, auteurs, activistes et icônes qui rendent le monde plus stimulant". En 2009, Next Generation affirme qu'elle est la femme à avoir travaillé le plus longtemps sans pause dans le développement de jeu vidéo.
Jusqu'à novembre 2009, Romero est présidente du département de design interactif et de développement de jeux de Savannah College of Art and Design. Elle déménage ensuite à San Francisco et devient consultante pour l'entreprise de communication sur les réseaux sociaux Slide, Inc., puis devient directrice de la création de l'entreprise de jeu social Lolapps en mai 2010. En 2010, elle co-fonde l'entreprise de jeu social Loot Drop avec John Romero, puis elle démissionne de Lolapps et se consacre à sa propre entreprise en février 2011.

### Recherche et enseignement
Romero a participé à plusieurs conférences dans des universités ou ailleurs, entre autres à la Game Developers Conference, Austin Game Developers Conference, et au Sommet international du jeu de Montréal. Elle est intervenue au Massachusetts Institute of Technology, à l'université méthodiste du Sud et à l'université Clarkson.
Pendant le printemps 2007, elle est invitée par le président du Savannah College of Art and Design pour travailler sur une exposition et une présentation intitulées « Ce que vous ne savez pas sur les jeux vidéo… ». En avril 2008, elle devient présidente du département de design interactif et de développement de jeux. Elle quitte le SCAD en novembre 2009 pour retourner développer des jeux commerciaux.
En décembre 2012, Romero devient la première conceptrice de jeux vidéo enseignant au sein du programme Jeux et Médias Interactifs de l'université de Californie à Santa Cruz. Elle devient ensuite directrice du programme. Elle est actuellement directrice du Master en game design et développement de jeu vidéo à l'université de Limerick, en Irlande.

## Récompenses
Brenda Romero a gagné plusieurs récompenses au cours de sa carrière. Certaines des récompenses les plus notables incluent RPG of the Year pour Wizardry 8, un prix Fullbright Scholar en 2014, le Game Developer's Choice Ambassador Award en 2015 et le Development Legend Award à Develop:Brighton. Elle reçoit aussi un BAFTA en 2017, pour la remercier de l'ensemble de sa contribution à l'industrie vidéoludique.
| Année | Récompense                                          | Description |
| ----- | --------------------------------------------------- | --- |
| 2001  | RPG of the Year                                     | Wizardry 8 gagne la récompense RPG of the Year de Computer Gaming World                                                |
| 2006  | Top 100 Most Influential Women in the Game Industry | Next Generation l'inclut dans sa liste 100 Most Influential Women in the Game Industry.                                |
| 2008  | Top 20 Women in Games                               | Gamasutra l'inclut dans sa liste Top 20 Women in Games                                                                 |
| 2009  | Vanguard Award                                      | IndieCade donne cette récompense à Romero pour Train                                                                   |
| 2013  | Top 10 Game Developers of 2013                      | Ajoutée à la liste par Gamasutra                                                                                       |
| 2013  | Lifetime Achievement Award                          | Récompense reçue à GDC 2013, du panel Women in Gaming pour l'ensemble de son œuvre                                     |
| 2014  | Fulbright U.S. Specialist Award                     | Pour ses cours dispensés et vérifications des cours de jeux vidéo dans plusieurs universités irlandaises               |
| 2014  | 100 Most Influential Tech Women on Twitter          | #74 d'après Business Insider                                                                                           |
| 2015  | Ambassador Award                                    | Récompense reçue à la Game Developers Conference de San Francisco pour sa contribution à l'amélioration de l'industrie |
| 2017  | BAFTA Special Award                                 | Pour l'ensemble de sa contribution créative à l'industrie                                                              |
| 2017  | Development Legend                                  | Récompense reçue à Develop:Brighton                                                                                    |

## Vie personnelle
Brenda et John Romero se fiancent le 24 mars 2012 et se marient le 27 octobre 2012,. Ensemble, ils ont travaillé sur plusieurs jeux vidéo et monté leur propre entreprise de jeu social, Romero Games.

## Militantisme

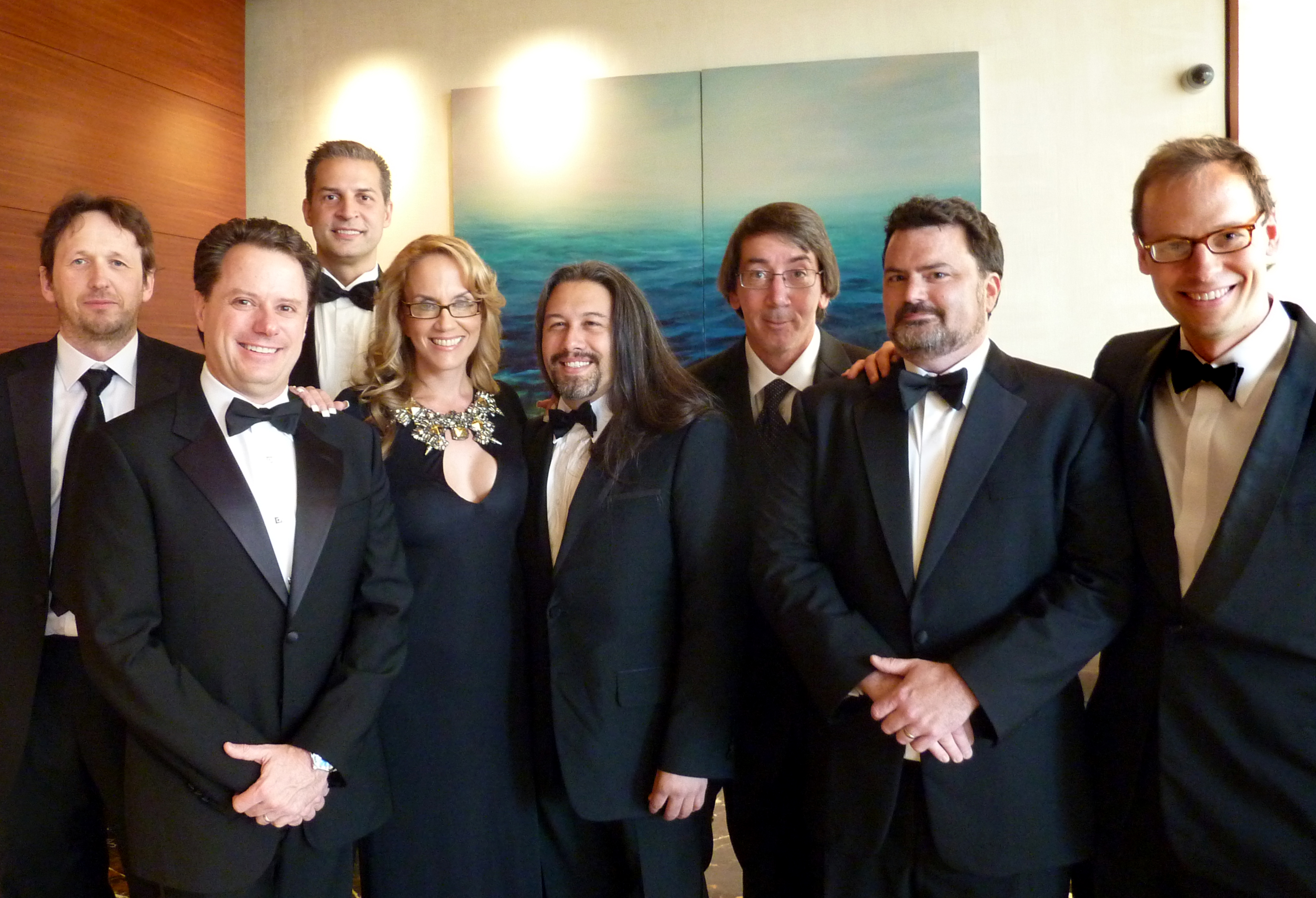
Brenda et d'autres développeurs de jeu vidéo aux BAFTA de Los Angeles en juillet 2011. De gauche à droite : Rod Humble, Louis Castle, David Perry, Brenda Romero, John Romero, Will Wright, Tim Schafer, Chris Hecker.

Brenda Romero était une membre active de l'International Game Developers Association (IGDA). En 2008, elle rejoint leur conseil d'administration. Le 28 mars 2013, elle démissionne de leur groupe Women in Games.
En 2005, elle fonde le groupe Sex (IGDA Sex Special Interest Group). Depuis son travail pour le jeu vidéo Playboy, elle étudie le contenu adulte et sexuel dans les jeux vidéo et intervient régulièrement dans les médias à ce sujet. Elle a publié un livre dédié à la question, Sex in Video Games.
Elle milite contre la censure et soutient les systèmes d'évaluation des jeux vidéo pour les avertissements parentaux.